# Lukas Nydegger
Lukas David Nydegger (* 22. Mai 2002 in Filderstadt) ist ein deutscher Skeletonpilot. Er gewann die Goldmedaille bei den Olympischen Jugend-Winterspielen Lausanne 2020, ist Junioren-Weltmeister und Junioren-Europameister, sowie U20-Europameister und zweifacher U20-Weltmeister.

## Karriere
Lukas Nydegger betätigte sich seit Kindheit in verschiedenen Sportarten, wie Fußball, Tennis, Baseball und alpinem Skirennsport. Nach der Teilnahme an einem Schnuppertraining bei Dirk Matschenz begann er im Jahr 2012 mit dem Skeletonsport.
Sein Debüt im Skeleton-Europacup gab er im November 2018 mit 16 Jahren auf dem Olympia-Eiskanal Innsbruck-Igls. Er konnte sich in allen Rennen seiner ersten Europacup-Saison in den Top 10 platzieren, erreichte auf seiner Heimbahn am Königssee mit Rang drei seinen ersten internationalen Podestplatz und beendete die Saison auf Rang vier der Gesamtwertung. Als Kandidat für die Olympischen Jugend-Winterspiele, die 2020 in Lausanne stattfanden, nahm er 2019 am ersten Rennen der neu ausgetragenen Omega Youth Series Competition der IBSF teil und gewann.
In der Saison 2019/2020 nahm Nydegger an den ersten drei Rennen des Europacups teil und startete an den vier europäischen Veranstaltungen der Qualifikationsrennen teil. Er gewann viermal und qualifizierte sich damit für Lausanne 2020. Bei den in St. Moritz auf der Natureisbahn stattfindenden Wettbewerben setzte sich Lukas Nydegger mit zwei Lauf-Bestzeiten mit deutlichem Abstand gegen die Konkurrenz durch und wurde Jugend-Olympiasieger. Auch den Deutschen Junioren-Meistertitel konnte er in dieser Saison erstmals erringen.
In der Saison 2020/2021 konnte Nydegger an die Vorsaison gut anknüpfen. Er beendete wiederum alle Europacup-Rennen in den Top 10, wurde zwei Mal Zweiter und erreichte damit hinter seinem Vereinskollegen Cedric Renner den zweiten Platz der Europacup-Gesamtwertung. Er wurde bei der Junioren-Europameisterschaft Vierter und U20-Europameister. Bei seiner erstmaligen Teilnahme an der Junioren-WM in St. Moritz fuhr er auf Rang 8 und wurde damit gleichzeitig U20-Weltmeister.
In der Saison 2021/2022 wurde er erstmals Deutscher Meister und qualifizierte sich für den Intercontinental-Cup. Er platzierte sich auch hier in allen Rennen in den Top 10 und konnte auch seinen ersten Sieg in einem ICC-Rennen erreichen. Die Saison konnte er zudem als Vize-Junioren-Weltmeister beenden. In den Wintern 2022/2023 und 2023/2024 fuhr er weiter erfolgreich in den Nachwuchsserien Intercontinental-Cup und nach dessen Einstellung im Europacup. In diesem konnte er in der Saison 2023/2024 mit vier Siegen und drei weiteren Podiumsplätzen erstmals Gesamtsieger werden. In dieser Saison konnte er ebenso den Titel des Junioren-Europameisters in Altenberg sowie mit Bahnrekord auf der Olympiabahn Lillehammer den Titel des Junioren-Weltmeisters erringen.
Zu Beginn der Saison 2024/2025 wurde er erstmals für den Skeleton-Weltcup nominiert.
Nydegger besitzt neben der deutschen auch die US-amerikanische Staatsangehörigkeit und lebt in Schönau am Königssee. Er trainiert am Olympiastützpunkt in Berchtesgaden bei Anja Selbach und gehört der deutschen Skeleton-Nationalmannschaft im Perspektivkader des Bob- und Schlittenverbandes für Deutschland an. Lukas Nydegger besuchte das Gymnasium der CJD Christophorusschulen Berchtesgaden und absolviert seit Sommer 2021 eine Ausbildung an der Bundespolizei-Sportschule Bad-Endorf.

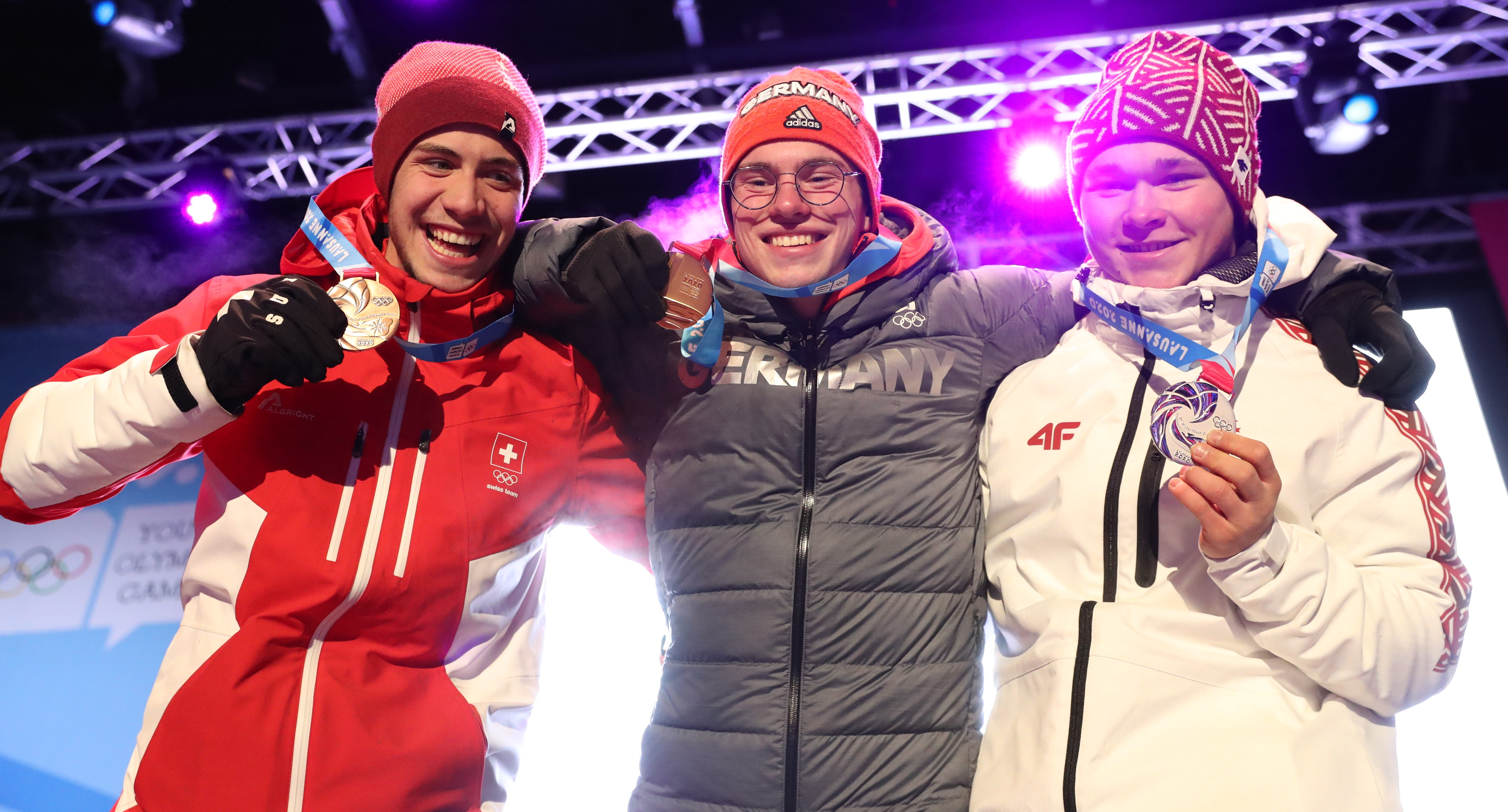
Lukas Nydegger mit Silbermedaillengewinner Elvis Veinbergs (LAT) und Bronzemedaillengewinner Livio Summermatter (SUI) bei der Medaillenzeremonie in St. Moritz.